# Frank Werner (Schriftsteller)
Frank Werner (* 7. Mai 1944 in Sangerhausen) ist ein deutscher Schriftsteller und Hörspieldramaturg.

## Leben
Frank Werner wuchs auf in Erfurt und ab 1954 in West-Berlin. Er studierte Geschichte und Philosophie an der Freien Universität Berlin. Ab 1968 war er als freier Journalist für diverse Zeitungen und Rundfunkanstalten tätig. Von 1974 bis 1980 arbeitete er als Dramaturg für die Hörspielabteilung des Senders Freies Berlin.
Frank Werner ist Verfasser von Erzählungen, Gedichten und zahlreichen Hörspielen. 1983 nahm er am Ingeborg-Bachmann-Wettbewerb in Klagenfurt teil. 1986 erhielt er ein Arbeitsstipendium des Senats von Berlin. Frank Werner lebt heute als freier Schriftsteller in Berlin. Er gehört dem Verband Deutscher Schriftsteller an.

## Werke
- Der Anfang der Wildnis, Düsseldorf 1981
- Herzland, München 1983
- Die Pappelchaussee, Stuttgart 1990
- Haus mit Gästen, Stuttgart 1992

Herausgeberschaft
- Die Hälfte der Stadt, München 1982 (zusammen mit Krista Maria Schädlich)

## Auszeichnungen
- Robert-Geisendörfer-Preis in der Kategorie Hörfunk (für die Hörspielfassung von Gespräche mit Lebenden und Toten nach „Tschernobyl – Eine Chronik der Zukunft nach Vorlage“ von Swetlana Alexijewitsch)